# 神田福吉
神田 福吉（かんだふくきち、文政7年4月19日（1824年5月17日）- 没年不詳）は、日本の建築技師。旧幕臣、東京府士族。旧名彦太郎。

## 略歴
明治元年7月（1868年）に会計官御作事役調役下役を拝命。同年12月営繕司付属。
明治2年1月（1869年）土木少令史，明治4年8月（1871年）には宮内省内匠司等外出仕。
10月内匠司十五等出仕。
明治5年4月（1872年）には開拓使として十四等出仕、8月権少主典。
明治6年（1873年）6月十二等出仕、札幌本庁工事に従事。
明治15年（1882年）6月から皇居造営事務局雇・建築掛督役方。明治19年（1886年）1月被免。